# Yahya ibn Ishaq ibn Ghaniya
Yahya ibn Ishaq ibn Ghaniya, arabisch يحيى بن إسحاق بن غانية, DMG Yaḥyā b. Isḥāq b. Ġānīya, war der letzte Vertreter der almoravidischen Dynastie der Ghaniyiden, der in Nordafrika von 1188 bis zu seinem Tod im Jahr 1237 nahezu unermüdlich die Almohaden bekämpfte.

## Abstammung

Stammbaum der Ghaniyidenherrscher

Yahya ibn Ishaq ibn Ghaniya, manchmal auch nur Yahya ibn Ishaq oder Yahya ibn Ghaniya, war der Sohn von Ishaq ibn Muhammad ibn Ghaniya, der von 1155 bis 1183 die Taifa von Mallorca als Emir regiert hatte. Yahya hatte vier Brüder, die alle für gewisse Zeit als Emire in Mallorca herrschten: Muhammad ibn Ishaq ibn Ghaniya, Ali ibn Ishaq ibn Ghaniya, Taschfin ibn Ishaq ibn Ghaniya und Abd Allah ibn Ishaq ibn Ghaniya. Yahya war Vater von drei Töchtern.

## Leben
Im Jahr 1184 schloss sich Yahya dem Feldzug seines Bruders Ali an, der mit einer gewaltigen Streitmacht an die Nordküste Algeriens übergesetzt war und Bejaja erobert hatte. Ali setzte Yahya in Bejaja als Kommandeur ein. Bei Ankunft des Almohadenheeres im Jahr 1185 sahen sich die beiden Ghaniyidenbrüder jedoch gezwungen, in Richtung südliches Tunesien auszuweichen. Von Djarid aus unternahmen sie zwischen 1186 und 1188 Eroberungsfeldzüge in Tunesien (Ifrīqiya). Ali verstarb im Jahr 1188 und so ergriff Yahya die weitere Führung im Kampf gegen die Almohaden.

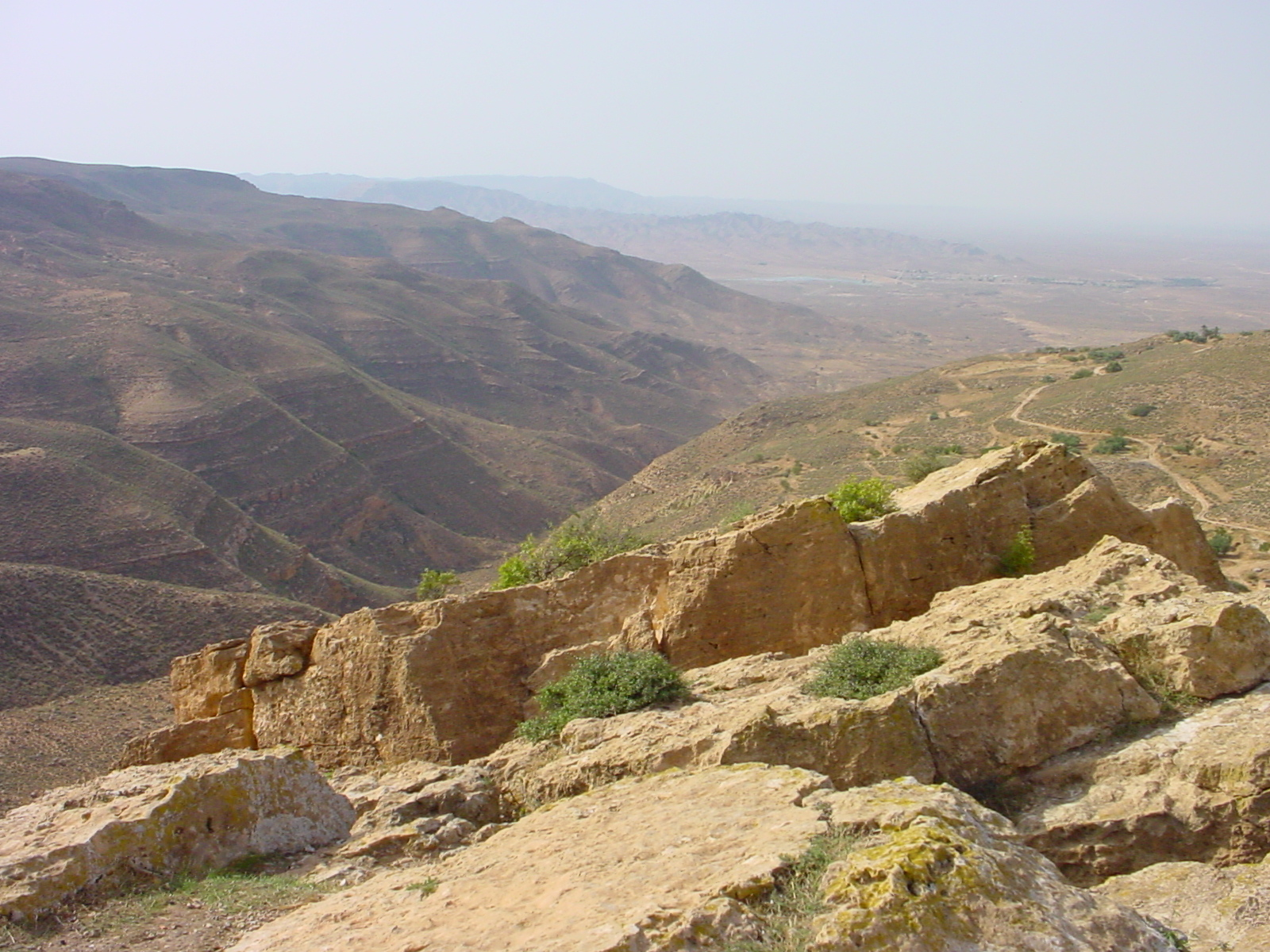
Landschaft am Dschabal Nafusa bei El Asabiya

Es folgten zwei Eroberungsversuche von Constantine, die aber jedes Mal abgewiesen wurden. Yahya zog sich dann in die Wüste zurück, wo er wie auch schon zuvor sein Bruder Ali mit dem Armenier Qaraqusch, der über ein oghusisches Söldnerheer befehligte, ein Bündnis einging. Zusammen unternahmen sie verschiedene Überfälle in Ifrīqiya. Dieses Bündnis mit Qaraqusch sollte bis 1195 Bestand haben. Nach dem Bruch gewann Yahya die Unterstützung der Banu Sulaym und gemeinsam konnten sie sich der Städte Tripolis in Libyen und Gabès in Tunesien bemächtigen, welche zuvor unter der Herrschaft von Qaraqusch gestanden hatten.
Yahya drang sodann nach Norden vor und besetzte Mahdia. In einem zwei Jahre dauernden Feldzug errang er die Herrschaft über Béja, Biskra, Tébessa, Kairouan, Annaba und schließlich am 14. Dezember 1203 auch Tunis, dessen almohadischer Gouverneur Sid Abu Zayd kapituliert hatte. Dieser Erfolg wurde von der Nachricht des Falls der Balearen überschattet, welche 1203 vollkommen an die Almohaden übergegangen waren. Im Jahr 1204 musste Yahya gegen die Charidschiten am Dschabal Nafusa vorgehen, da sie sich gegen ihn erhoben hatten. Er konnte der Rebellion Herr werden und die Charidschiten gleichzeitig mit einer hohen Kriegssteuer belegen. Anschließend kehrte er wieder nach Tunis zurück.
Als Yahya vom Anrücken eines riesigen Heeres des Almohadenkalifs Muhammad an-Nasir gegen Tunis erfuhr, zog er es klugerweise vor, nach Djarid auszuweichen. Die Almohaden holten ihn jedoch im Oktober in der Ebene von Tadjra ein und brachten ihm eine schwere Niederlage bei. An-Nasir eroberte daraufhin Tunis und Mahdia – beide Städte hatten ihm die Tore geöffnet. In Mahdia setzte an-Nasir im Jahr 1205 als neuen Gouverneur Abu Muhammad ibn Abi Hafs anstelle von al-Mutawakkil ala Allah ein und machte sich daran, als neues Kriegsziel die vollständige Rückeroberung Ifrīqiyas anzuvisieren. Yahya hingegen hatte vor, den Kalifen auf seiner Rückkehr nach Marrakesch abzufangen und sich dann im zentralen Maghreb (Algerien) zum Herrscher aufzuschwingen. In der Ebene des Cheliff wurde er aber erneut besiegt und musste in die Wüste entfliehen. Es gelang ihm dort, seine Parteigänger wieder zu sammeln und so griff er im Wadi Shabru bei Tébessa ibn Abi Hafs an, der jedoch seine Truppen zersprengen konnte.

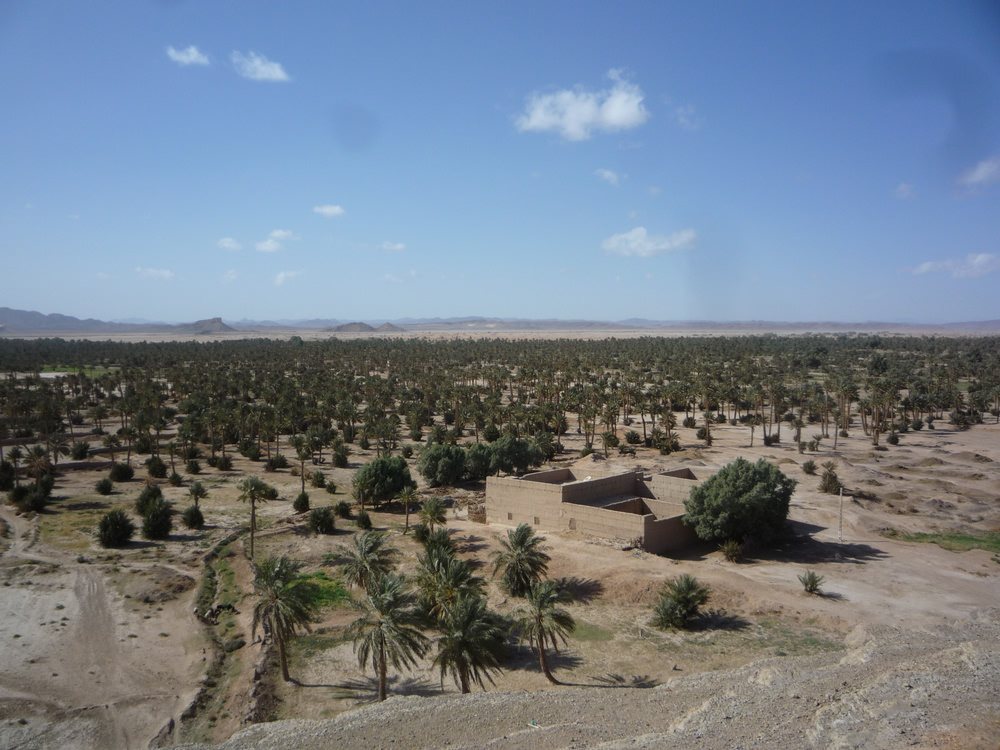
Tafilalet vom Ksar Tingheras

Yahya zog dann mit dem Rest seiner Truppen weiter nach Westen bis ins Tafilalet. Hier konnte er Sidschilmasa einnehmen und plündern. Beladen mit Kriegsbeute richtete er sich nach Nordost gen Tlemcen, wo er gegen die Streitkräfte des arabischen Gouverneurs einen Sieg erringen konnte. Im Anschluss fiel er in den zentralen Maghreb ein und richtete dort beispiellose Verwüstungen an. So wurden Städte wie Tiaret (Tahart) und viele andere vollkommen zerstört. In der Schlacht am Guelaf im Oktober 1207 wurde aber das Aufgebot der von ihm ausgehobenen proalmoravidischen Stämme besiegt.
Nachdem er den Norden Algeriens wieder verlassen hatte, kam es zu einer Schlacht mit dem Heer Ibn Abi Hafs, die für Yahya zwar negativ ausging, er aber dennoch den Großteil seiner Truppen zusammenhalten konnte. Yahya kehrte dann wieder zum Dschabal Hafusa zurück, wo er im Jahr 1209 ein zweites Mal auf Ibn Abi Hafs traf. Der Ausgang der resultierenden Schlacht war für Yahya ziemlich vernichtend, da er enorme Verluste in Kauf nehmen musste.
Yahya floh dann nach Waddan im Süden Tripolitaniens, wohin sich auch sein ehemaliger Verbündeter und jetziger Feind Qaraqusch zurückgezogen hatte. Nachdem er von Yahya dort belagert worden war, musste sich Qaraqusch im Jahr 1212 ergeben. Yahya ließ ihn darauf hinrichten und übernahm seine Stellung. Später entriss er ganz Tripolitanien den Banu Matruh.
In Ifrīqiya war inzwischen der Gouverneur Ibn Abi Hafs vom Almohadenprinzen Abu l-Ala ersetzt worden, welcher den Kampf gegen Yayha wieder aufnahm. Letzterer dirigierte seine Truppen, nachdem die Ränge wieder aufgefüllt waren, gen Biskra und besetzte die Stadt. Auch auf Tunis hatte Yahya es abgesehen, er erlitt jedoch in Stadtnähe bei Madjdul derart hohe Verluste, dass er sich im Jahr 1223 erneut nach Waddan absetzen musste.
Nachdem er seine Truppenverbände neu aufgestellt und von den arabischen Nomadenstämmen Unterstützung erhalten hatte, kehrte Yahya in den zentralen Maghreb zurück und besetzte im Jahr 1224 Bejaja, Dellys, Mitidja (wo er den Emir der Banu Mandil besiegte) und Algier. In Tlemcen konnte er die Bevölkerung zu einer Revolte aufwiegeln, die 1226 kurz vor dem Erfolg stand, als aus Tunis ein Almohadenheer eintraf. Diesem wich er abermals aus, diesmal in Richtung Sidschilmasa.
Yahya setzte seine Angriffe auf die Almohaden noch weitere elf Jahre fort, verzichtete jetzt aber auf Ifrīqiya, das sehr gut verteidigt wurde. Stattdessen verwüstete er weiterhin einen Teil des zentralen Maghrebs.
Im Jahr 1234 bemächtigten sich die Hafsiden der Region um Constantine und besetzten überdies Tripolitanien.
Yahya fiel 1237 im Kampf am Ufer des Cheliff bei Miliana. Er hinterließ drei Töchter, die er dem Hafsidenemir Abu Zakariya Yahya I. (1228 bis 1249) anvertraute, der sie in einem Ksar unterbrachte, welcher jetzt als Kasr al-Banat (Mädchenfestung) bekannt ist und nach dem das Bab Banat in Tunis benannt wurde.